# Винтаж (фильм)
Винтаж (англ. The Vintage) — американский кинофильм в жанре криминальной драмы, выпущенный в 1957 году.

## Сюжет
В Италии братья Эрнесто и Джанкарло Барандеро скрываются от правосудия, поскольку Эрнесто случайно убил человека. Они пересекают границу с Францией и надеются найти работу по сбору винограда. Пока владелец виноградника Луи Морель отсутствует, его жена Леонна и юная невестка Люсьен радушно принимают братьев. Луи не предлагает им работу, но Эрнесто и Джанкарло временно укрываются в лачуге, где живет пожилой дядя Луи Тонтон. Еду им приносит Люсьен, чей интерес вызывает крайнюю ревность у её жениха Этьена. Бригада сборщиков винограда из Испании во главе с Эдуардо Урибари готова позволить братьям работать с ними.
Иоланда, младшая дочь Луи и Леонны, видит Эрнесто, вырезающую из дерева скульптуру её матери. И он просит её не упоминать об этом. Этьен, который хочет чтобы братья покинули ферму, сообщает полиции, чтобы они проверили этих двух незнакомцев. Луи решает уволить их, но команда Эдуардо отказывается работать без них. Луи отчаянно нужен урожай этого года, поэтому он уступает. Когда скульптуру Леонны, вырезанную Эрнесто, находит Луи, он обвиняет жену в неверности. В ответ она бьёт его по лицу.
На ферме пропадают куры, при этом собаки нападают нападают на Джанкарло, из-за чего Луи ошибочно обвиняет его в том, что он вор. Люсьен, которая теперь любит Джанкарло, встаёт на его защиту. Выясняется, что дядя Тонтон воровал цыплят, обменивая их у торговца на шоколад. Джанкарло, которого больше не подозревают, выслушивает Люсьен, которая говорит, что если они поженятся, её приданым будет небольшой виноградник поблизости. Эрнесто понимает, что Джанкарло мог бы быть здесь счастлив, поэтому решает бежать от полицейской облавы в одиночестве. Однако прибывает полиция, и когда юная Иоланда зовёт его по имени, Эрнесто застрелен. Несмотря на своё горе, Джанкарло надеется, что они с Люсьен вместе смогут начать новую жизнь.

## Роли
- Пьер Анджели — Люсьен
- Мел Феррер — Джанкарло Барандеро
- Джон Керр — Эрнесто Барандеро
- Мишель Морган — Леонна Морель
- Лейф Эриксон — Луи Морель
- Джек Маллани[англ.] — Этьен Морель
- Теодор Бикель — Эдуардо Урибари
- Джо Верди — дядя Тонтон